# Mangole
Mangole är en ö i Moluckerna i Indonesien. Den ligger i provinsen Maluku Utara, i den nordöstra delen av landet. Arean är 1 220 kvadratkilometer.
Terrängen på Mangole är kuperad. Öns högsta punkt är 1 112 meter över havet. Den sträcker sig 19,5 kilometer i nord-sydlig riktning, och 114,3 kilometer i öst-västlig riktning.